# Вулиця Незалежної України
Ву́лиця Незале́жної Украї́ни — вулиця В центральній частині міста Запоріжжя, розташована паралельно Соборному проспекту. Бере початок від Запорізької площі та річкового порту, пролягає до залізниці біля зупинного пункту приміських електропоїздів Платформа 174 км), де переривається, а за залізницею продовжується до вулиці Дмитра Донцова. Загальна довжина вулиці — близько 4,8 км.

## Історія
Вулиця мала первинну назву Раднаркомівською, на честь високопосадовців Раднаркому, що зупинялися в готелі, який розташовувався на цій вулиці. 
Наприкінці 1941 року перейменована на вулицю 4 Жовтня, яка була ймовірно отримала назву з нагоди дати початку німецької окупації міста Запоріжжя.
Під час німецької окупації також мала назву алея Гітлера, на честь рейхсканцлера Німеччини. Після звільнення радянськими військами Запоріжжя вулиці відновлена первинна назва Раднаркомівська. 
20 грудня 1957 року, напередодні 40-річного ювілею встановлення в Україні радянського режиму, перейменована на вулицю 40 років Радянської України. 
19 лютого 2016 року, на виконання Закону України про декомунізацію, вулиця отримала сучасну назву — вулиця Незалежної України.

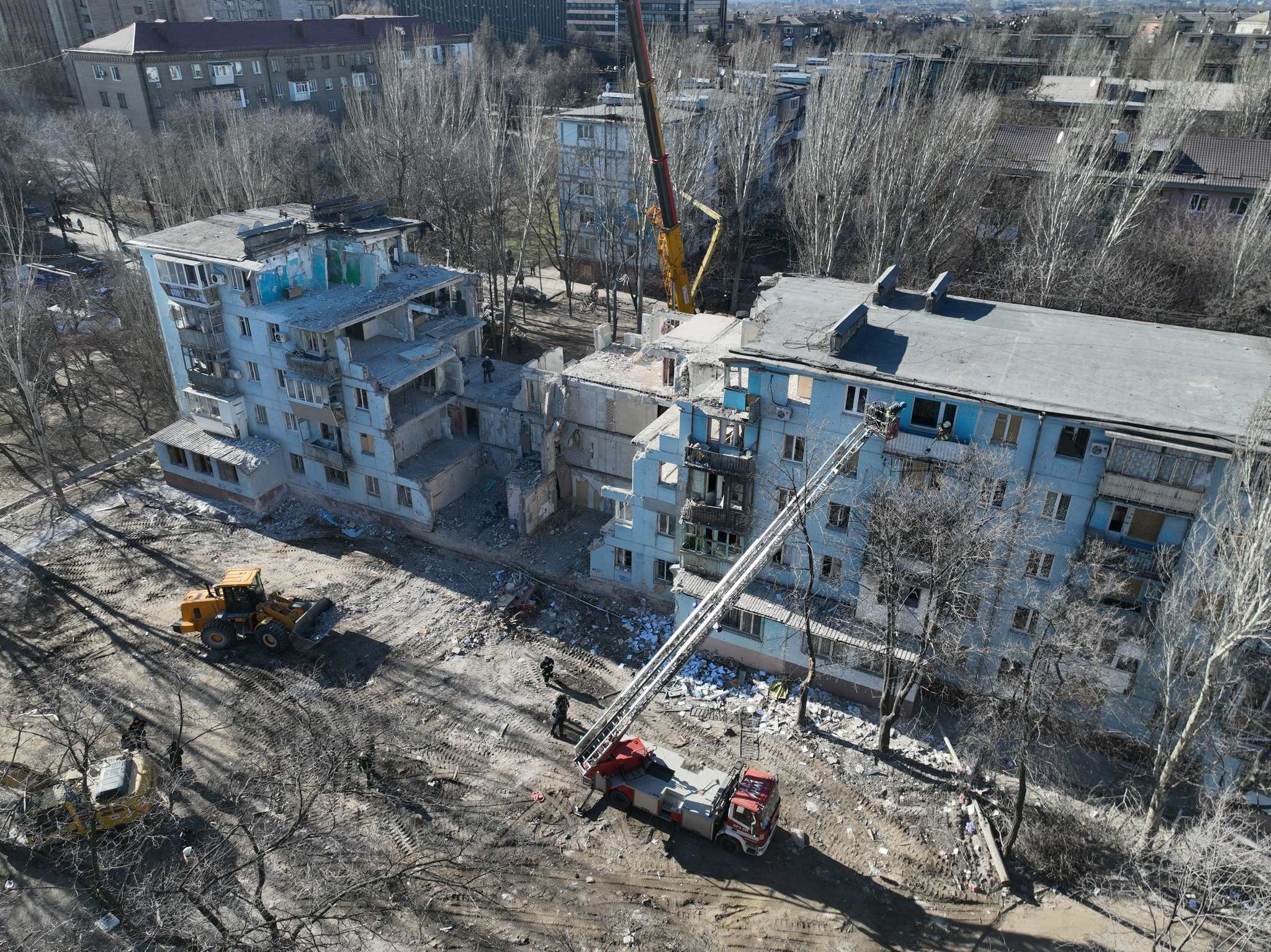
Будинок № 67 після ракетного удару

10 жовтня 2022 року, будинок № 80 (корпус, що виходить на вулицю Якова Новицького) був частково зруйнований російською ракетою, внаслідок чого принаймні 8 осіб загинули і ще 8 були поранені. В ніч на 2 березня 2023 року черговим ракетним ударом був частково зруйнований будинок № 67. 13 людей загинули і 5 зникли безвісти.

## Галерея

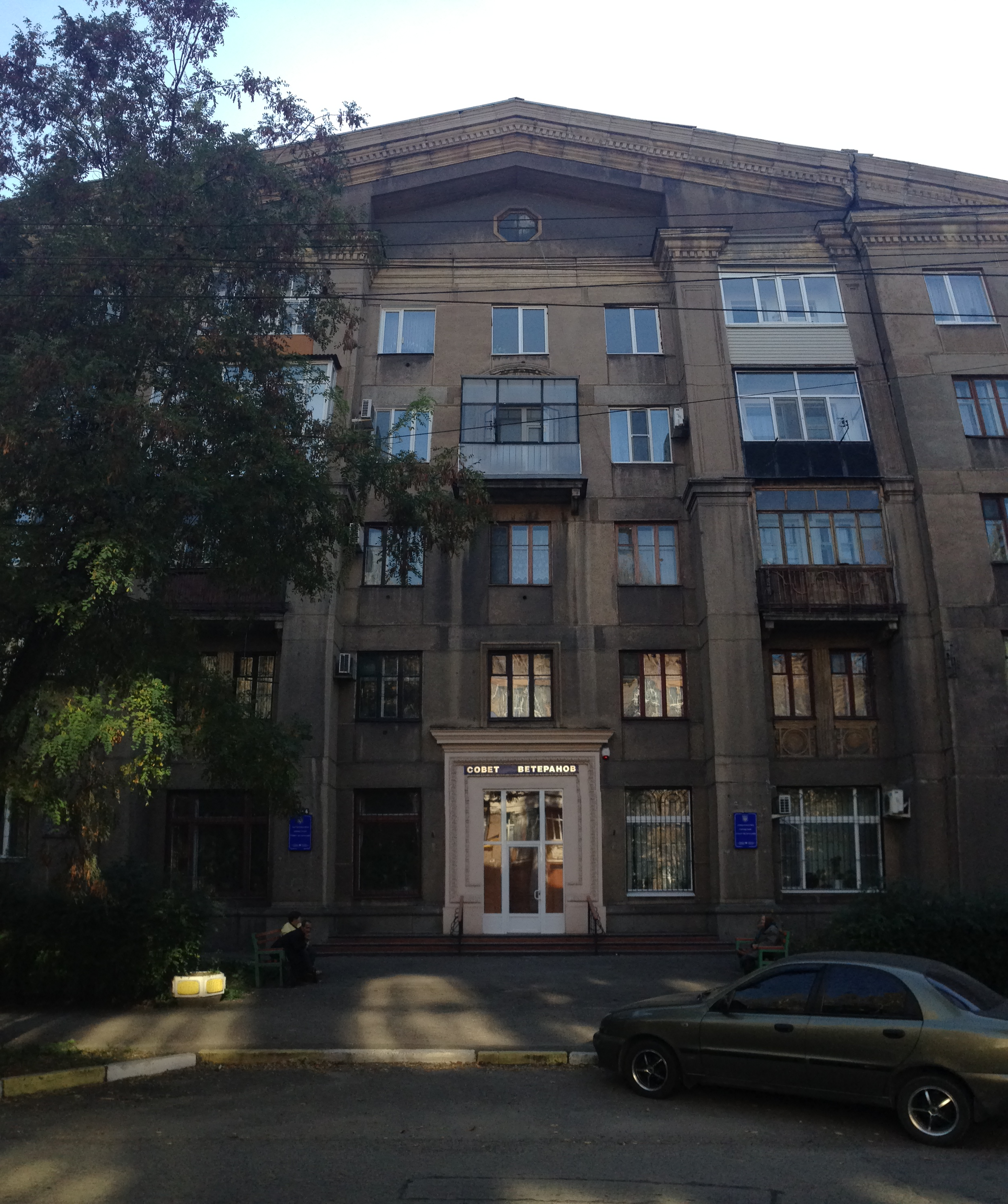
Житловий будинок по вул. Незалежної України, 6 архітектори Г. Г. Вегман, Я. А. Бліндер)
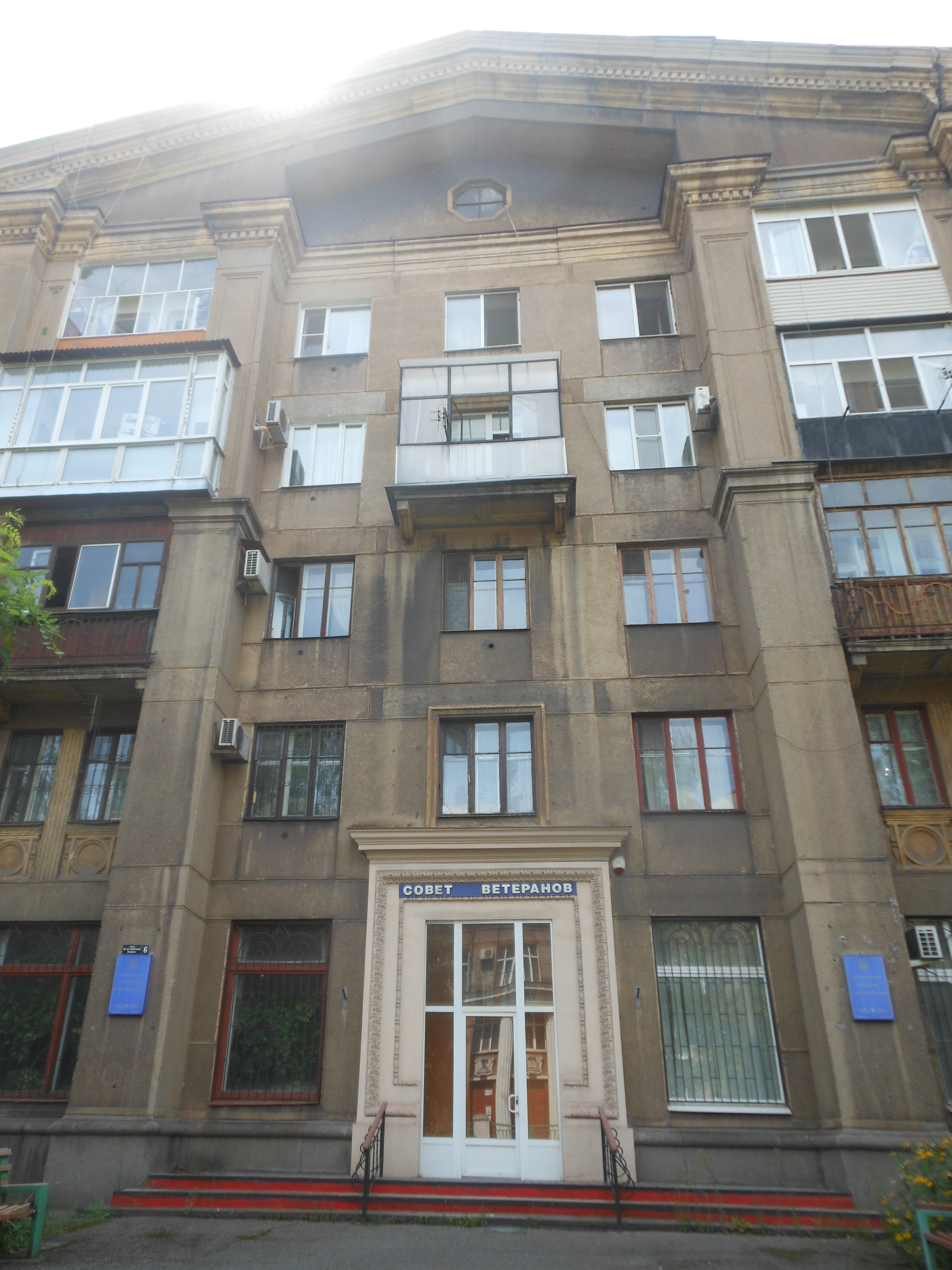
Рада ветеранів
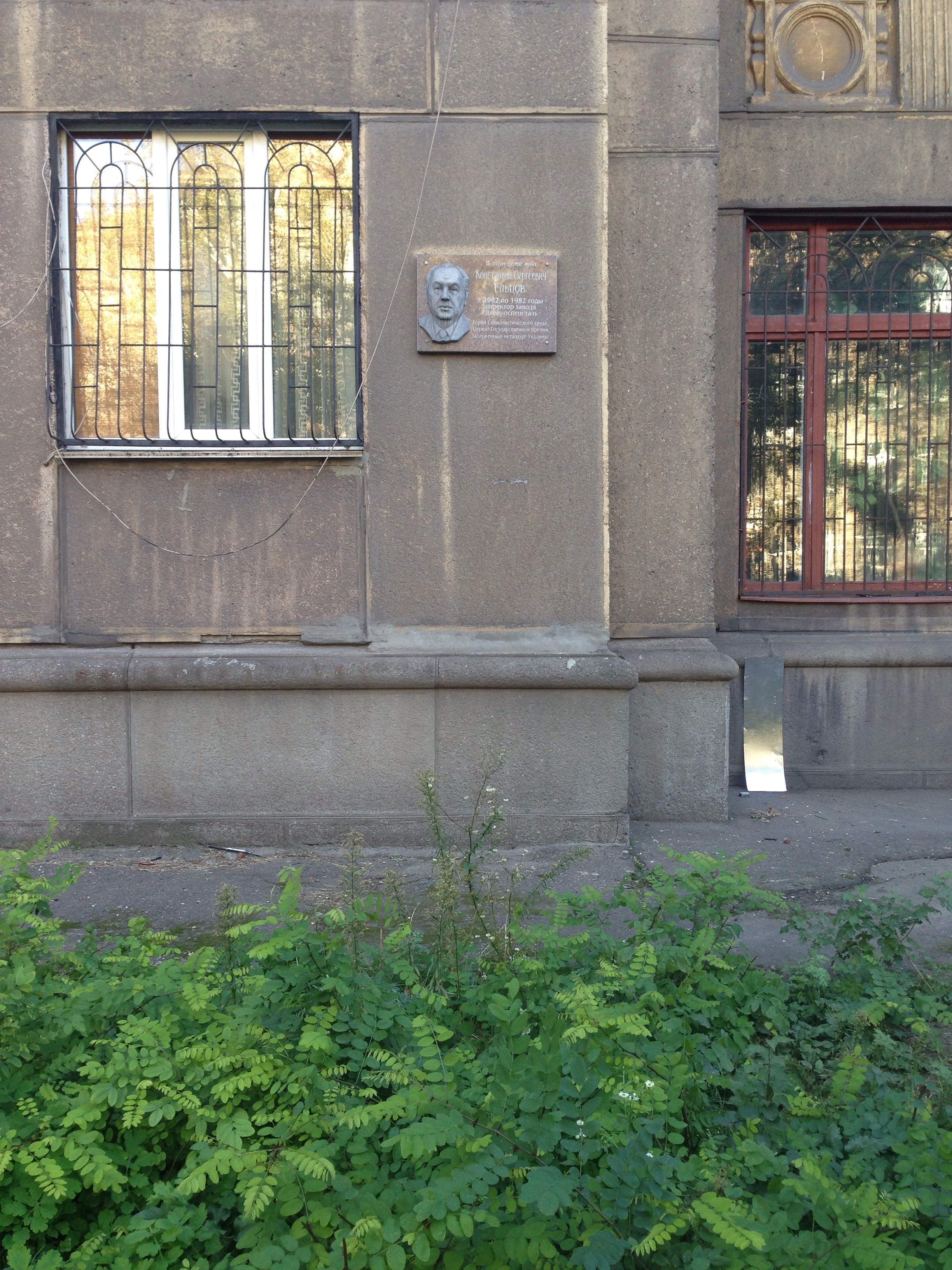
Меморіальна дошка на фасаді будинку № 6
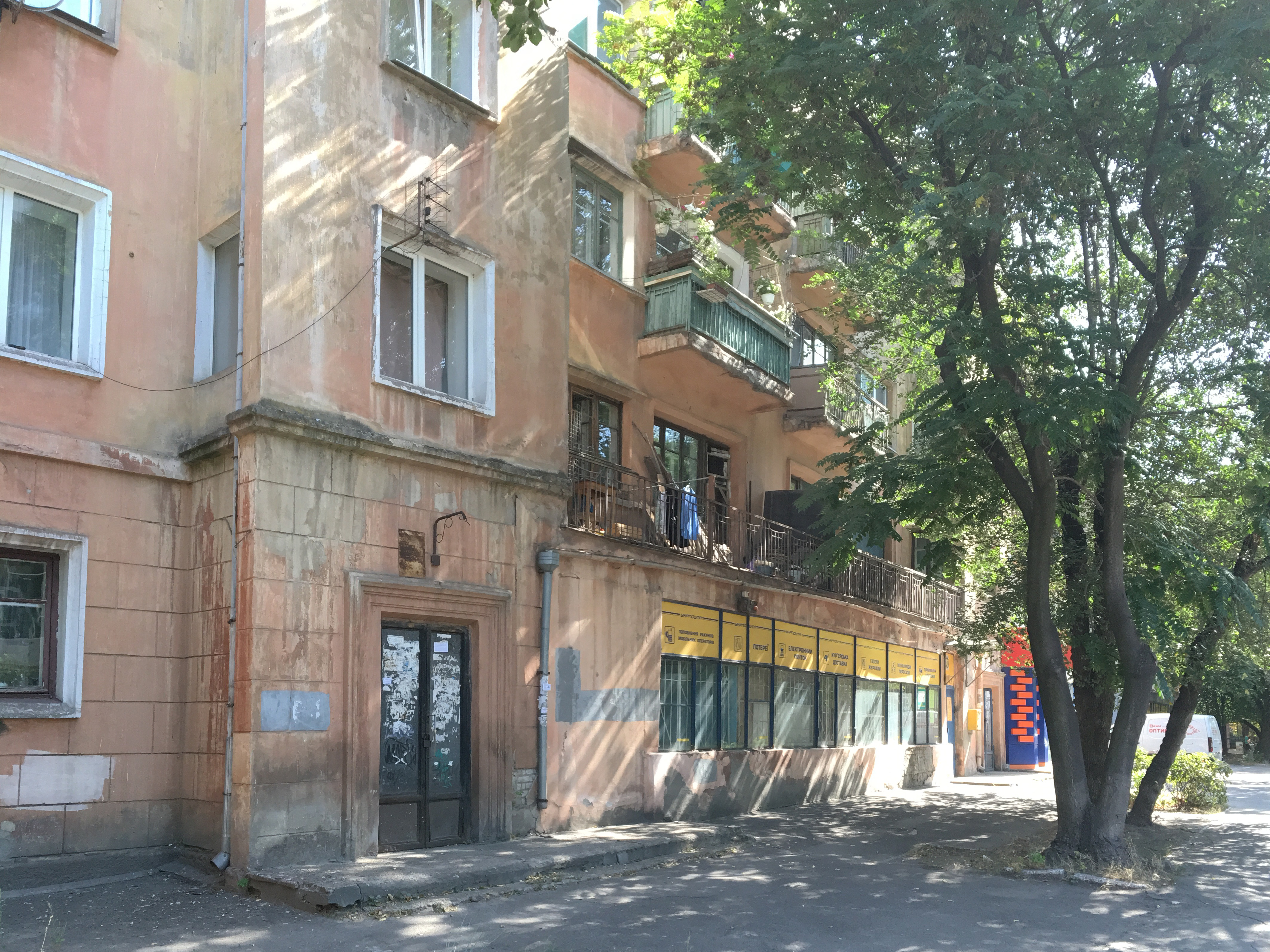
Житловий комплекс підприємства «Запоріжсталь» (архітектор В. А. Лавров)

«Круглий будинок» у Соцмісті
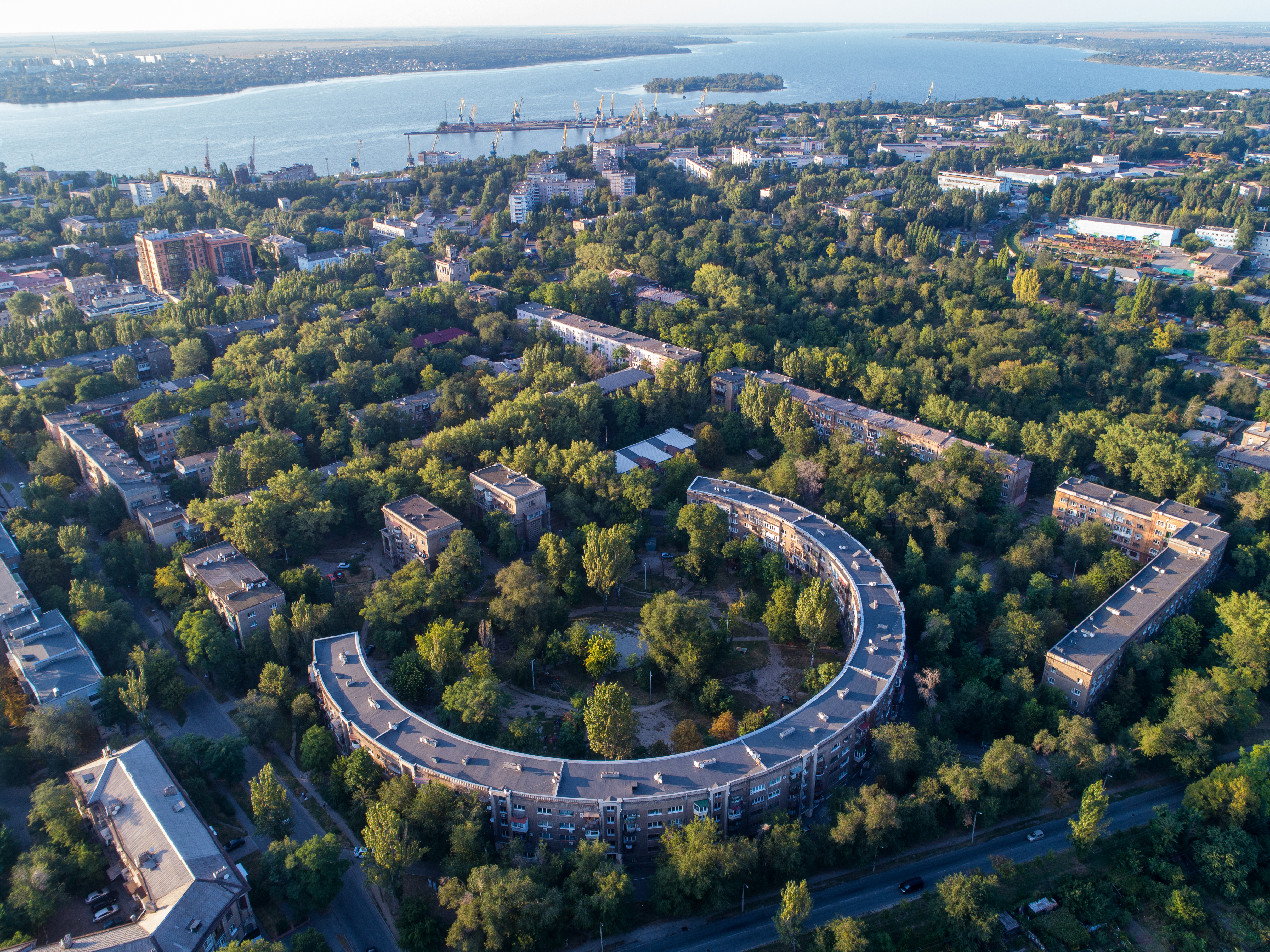
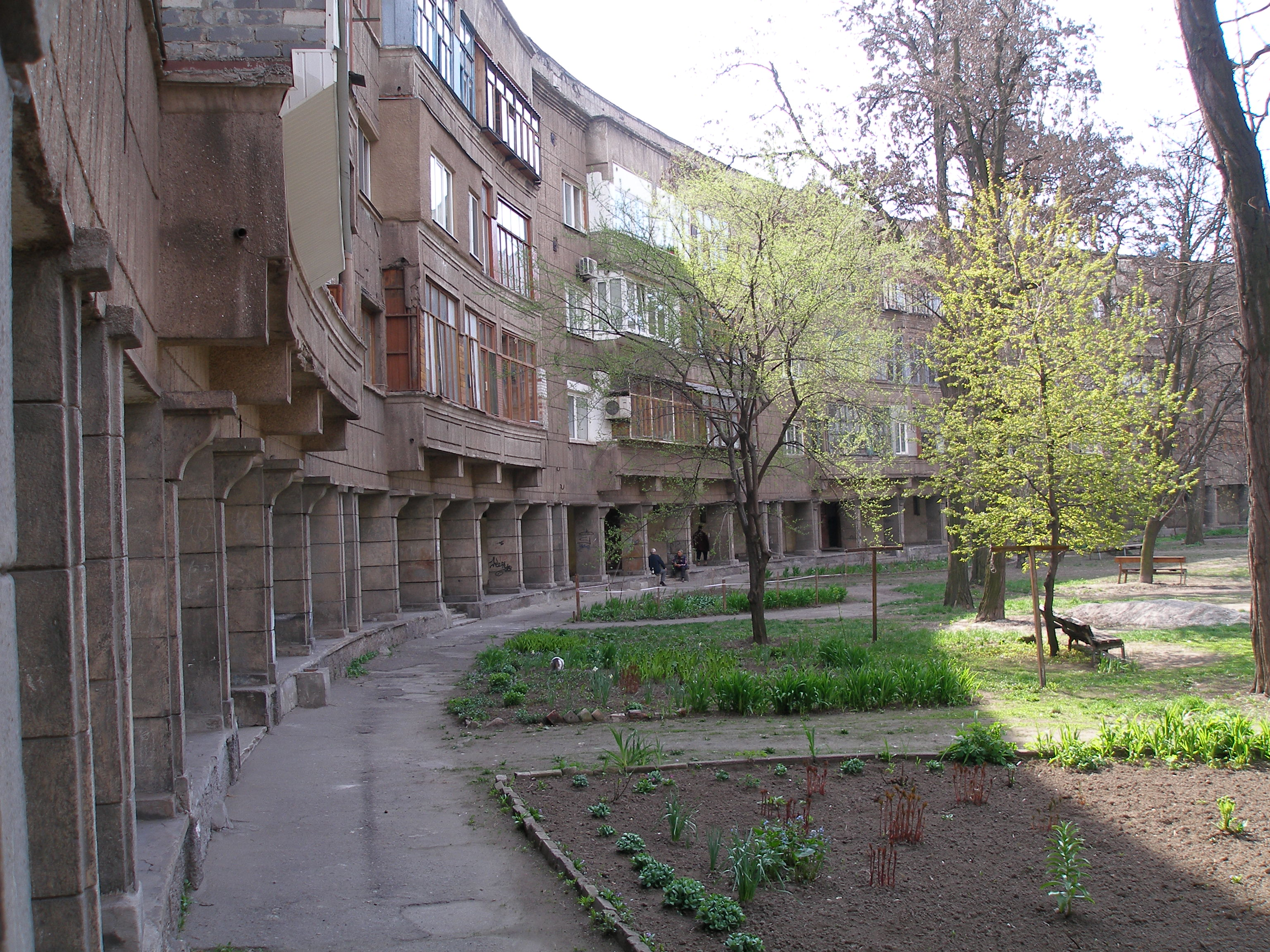
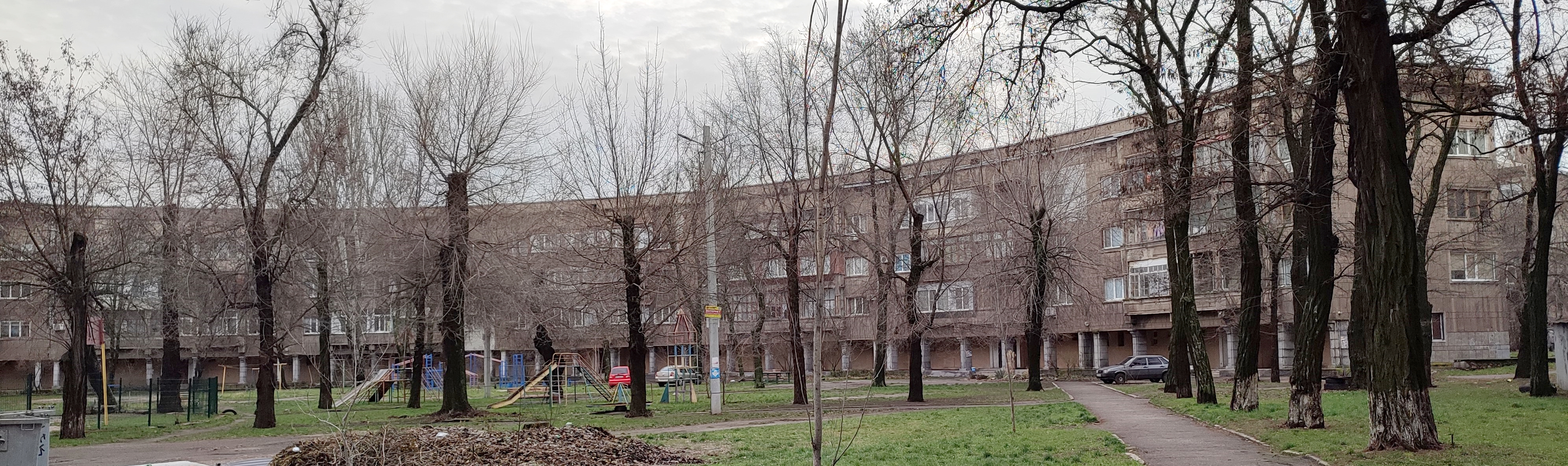